# 시부얀해

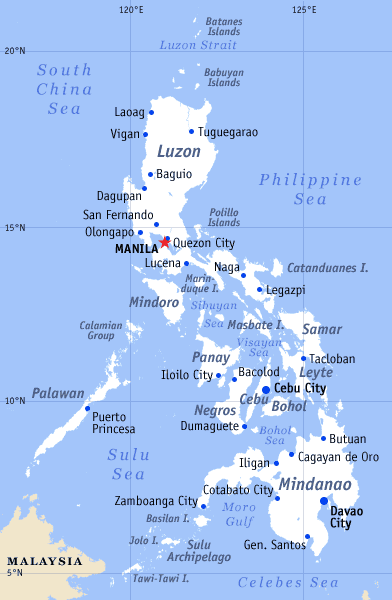
시부얀해의 위치

시부얀해(Sibuyan Sea)는 필리핀 중부에 있는 작은 해역으로 필리핀 북부 루손섬과 그 주변 도서, 중부 비사야의 여러 섬들이 있는 바다이다.

## 개요
남쪽은 파나이섬, 서쪽은 민도로섬, 동쪽은 마스바테섬, 북쪽으로는 루손섬의 비콜반도에 둘러싸여 있다.

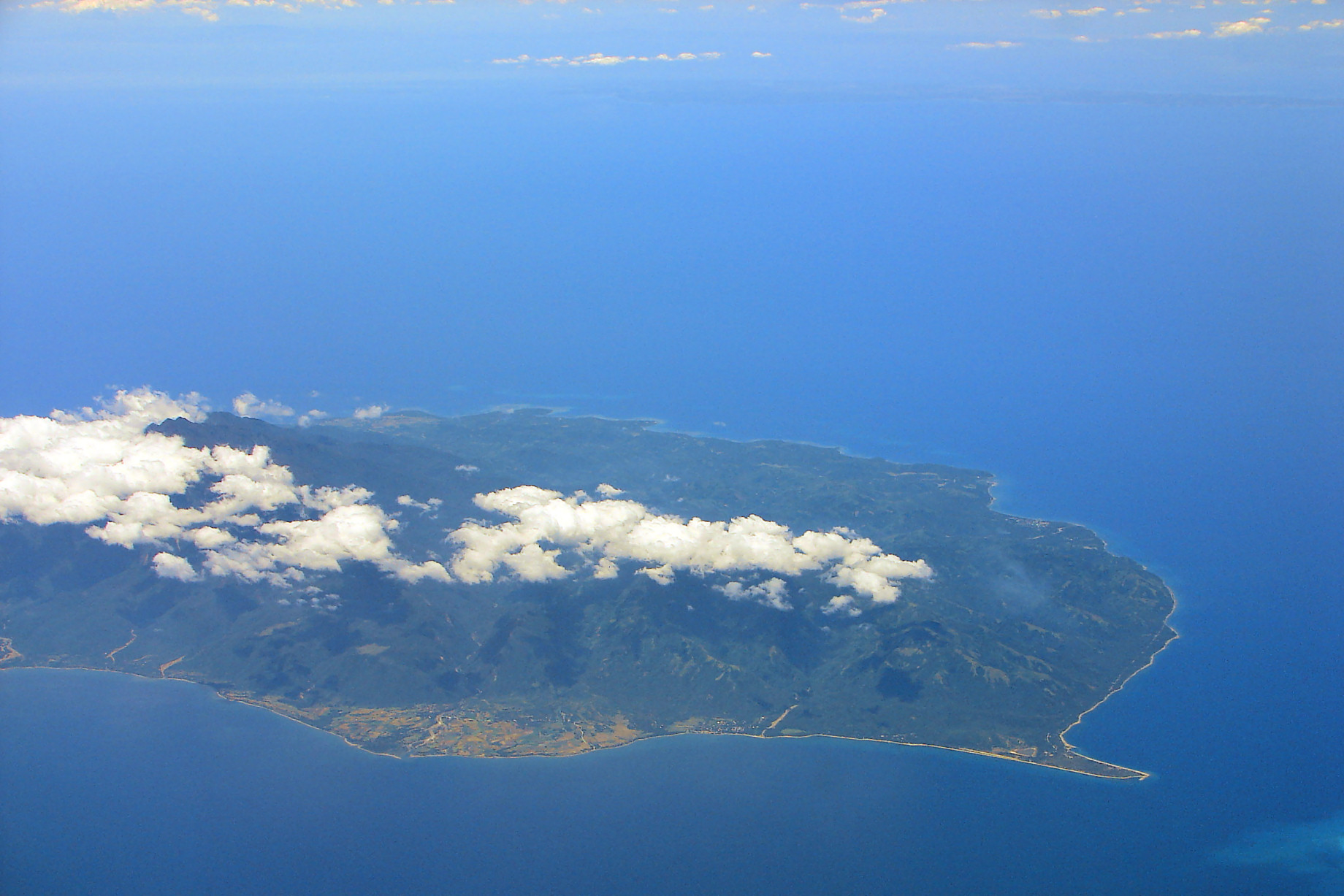
시부얀해 중앙에 위치한 시부얀섬

시부얀해 중앙부에는 롬블론섬, 탭라스섬, 시부얀섬 등으로 이루어진 섬들을 롬블론 제도라고 하며, 롬블론주를 형성하고 있다.
제2차 세계대전 중인 1944년 10월 24일, 필리핀 탈환을 목표 레이테섬에 상륙한 미군과 이를 저지하는 일본군 사이에서 열린 레이테만 전투의 서전에서 브루나이에서 레이테로 향하는 일본 함대와 필리핀에 출항한 미국 함대가 처음으로 이 해역에서 충돌했다. 이것을 시부얀 해전이라고 한다. 일본 제국 해군 전함 무사시는 이때 시부얀해에 침몰했고 약 70년 뒤인 2015년 3월 2일, 폴 앨런에 의해 그 잔해가 발견되었다.